# Tüfels Chilen

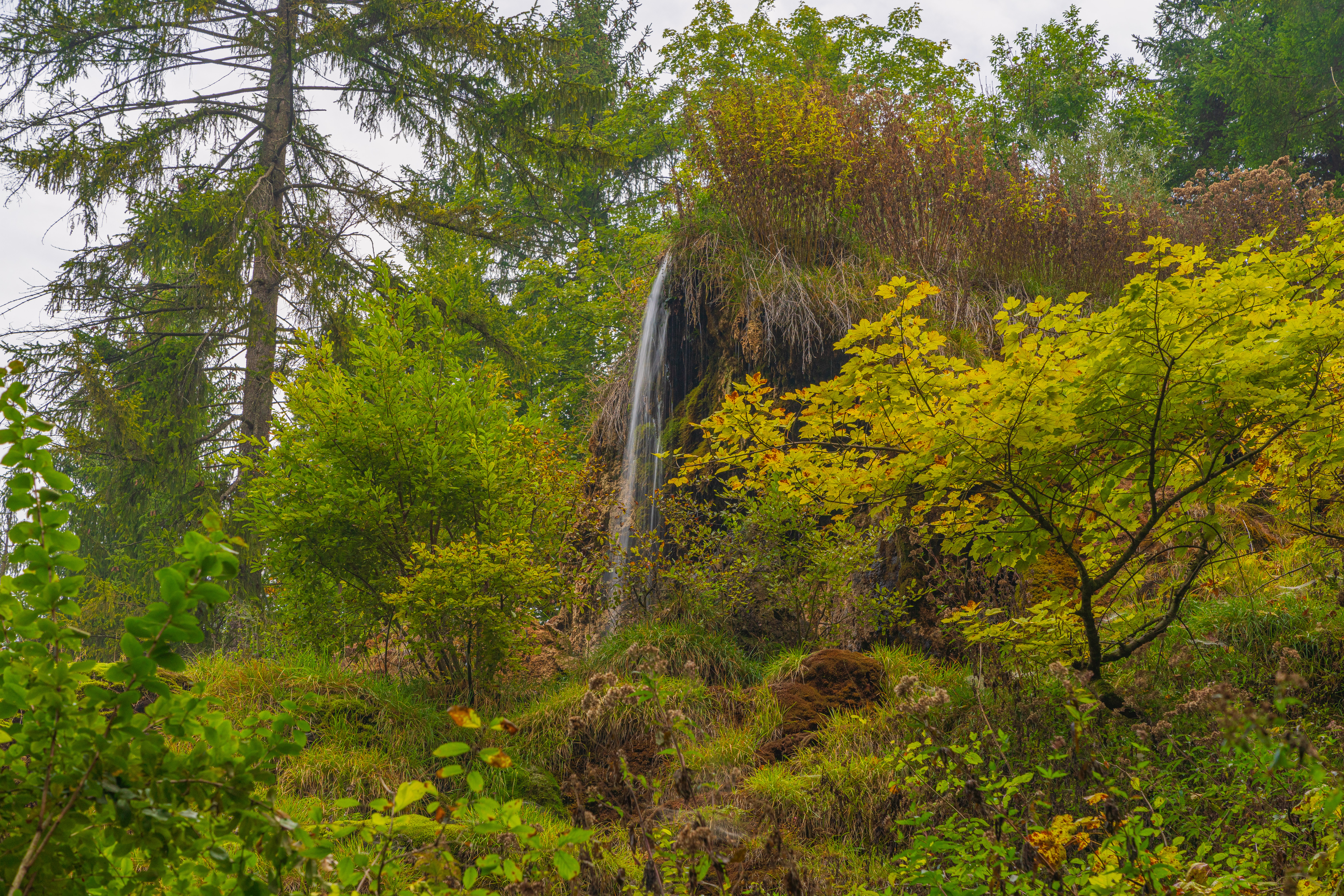
Tüfels Chilen

Die Tüfels Chilen ist eine landschaftliche Besonderheit auf dem Gemeindegebiet von Zell / Kollbrunn im zürcherischen Tösstal. Es ist das Quellgebiet des Bäntalbaches, der durch das Bäntal fliesst.

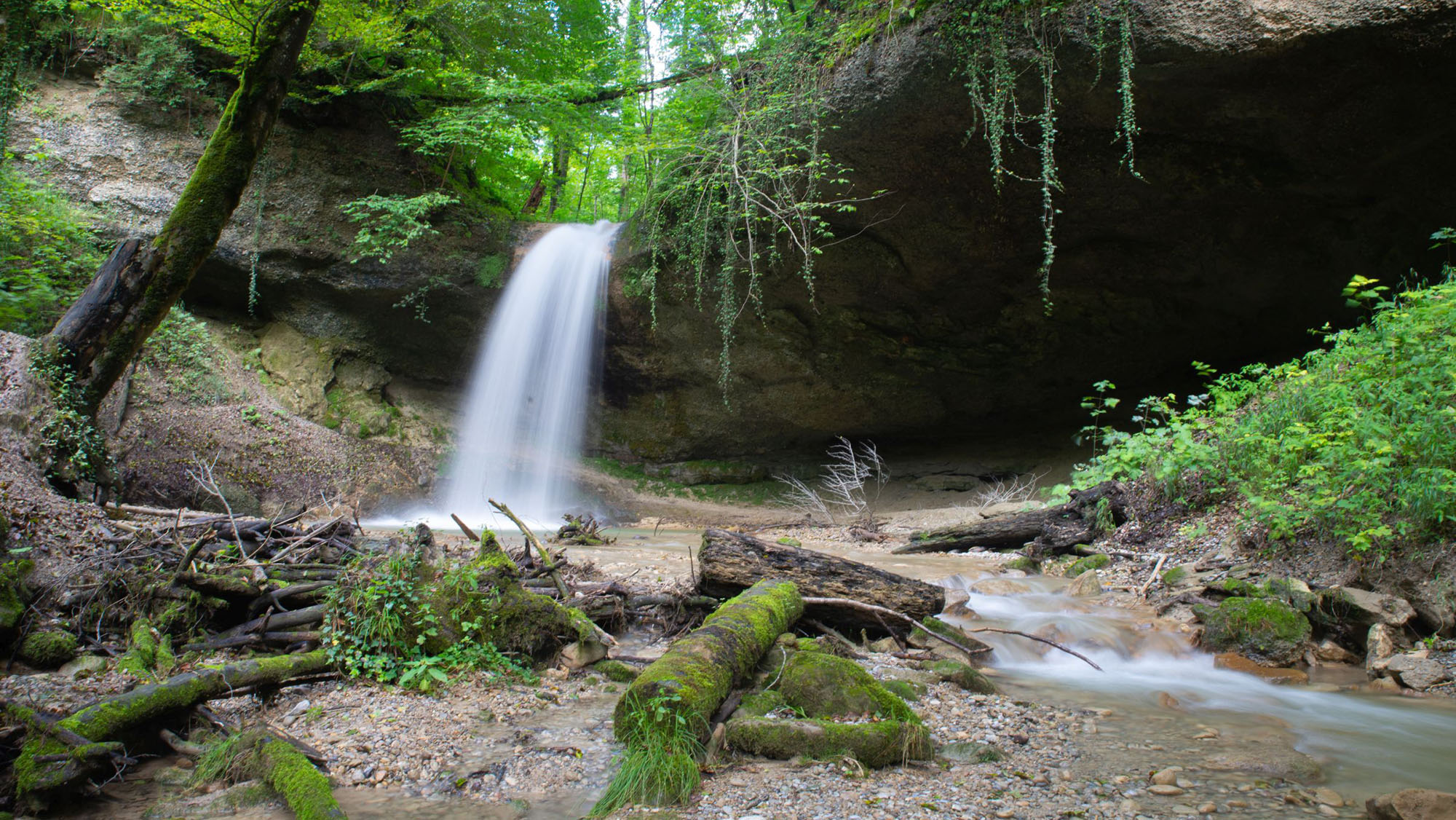
Der Giessen des Bäntal-Bachs unweit der Tüüfels Chile

## Entstehungsgeschichte
Die Formung dieser Landschaft, die heute als Naturdenkmal gilt, entstand durch Tuffsteinbrüche. Der Tuffsteinabbau lässt sich schon zur Römerzeit vermuten. Darauf brachte ein Münzfund  bei der Tüfels Chilen die Archäologen: ein römischer Dupondius oder ein As des Antoninus Pius für Faustina II (147–161 n. Chr.) schaffte die Verbindung zum römischen Vicus Vitudurum (Oberwinterthur). Hier entstanden zu jener Zeit unter der heutigen Kirche St. Arbogast Steinbauten mit Anteilen von Tuffsteinquadern.
Bis ins 19. Jh. wurde hier Quelltuff abgebaut und für den Bau von Häusern und Strassen genutzt. «Der Nordturm der Stadtkirche Winterthur beweist den einstigen Gebrauch des Bäntaler Tuffs.» Nach ihrem Verkauf im Jahre 1873 wurden die Gruben stillgelegt und mit dem Ende des Abbaus eroberte sich die Natur den Ort zurück. «Das Wasser welches aus 2 grossen und 2 kleinen Quellen fliesst und der Schatten, den der Wald spendet, schafften die Voraussetzungen für das Naturgebilde, wie es sich heute präsentiert.» (Siehe auch Einzelnachweis Bolliger.)
Der schweizerdeutsche Name bedeutet auf Hochdeutsch «Kirche des Teufels». «Der Name geht zurück auf eine früher hier befindliche Grotte. Aus Quellen im oberen Teil des Moränenschutt-Hügels fliesst sehr kalkhaltiges Wasser über das Moos ins Bäntal hinunter. An der Luft scheidet sich der Kalk aus, verbindet sich mit dem Moos und lagert sich als poröses, aber sehr hartes Gestein ab. Die Grotte mit Quelle war vermutlich einst ein heidnisches Quellheiligtum und wurde im Mittelalter, wie so vieles, verteufelt.» Das aus diesem biochemischen Prozess resultierende Gestein wird Quelltuff oder Kalktuff genannt. Da es zwar hart, aber sehr porös ist, finden hin und wieder Felsstürze statt, die das Erscheinungsbild verändern können. Der letzte grössere Felssturz ereignete sich im Januar 2017.

## Tourismus
Im Jahre 1996 wurde das Gebiet um die Tüfels Chilen unter kantonalen Schutz gestellt. Es wurde zu einem beliebten Ausflugsziel für die Region und darüber hinaus. Viele Schulreisen besuchen den «mysteriösen» Ort, der auch mittels einer Wanderung erreichbar ist.
Weiteres Wanderziel:
Bäntal-Giessen, Wasserfall des Bäntalbachs, Fallhöhe 5 m, Koord.703193/257957